# Balfour, Lyon y Compañía
Balfour, Lyon y Compañía fue una firma comercial chilena de capitales británicos que operó en Valparaíso desde 1873, comercializando maquinaria pesada. Fundada por Roberto Lyon Santa María, la posición acomodada de sus socios le permitió reunir grandes capitales, girando como casa importadora y consignataria. Además, sus operaciones estaban diversificadas en una faceta industrial y desde un principió adquirió la fundición La Victoria, que fue una de las primeras grandes maestranzas de Chile fundada en 1846. Con el tiempo su giro industrial se consolidó como maestranza ferroviaria y logró fabricar unas 30 locomotoras junto a unos 750 coches y carros hasta liquidar en su fábrica de Caleta Portales alrededor de 1920. La firma, sin embargo, continuó operando como casa comercial hasta los años 60.

## Primeros Talleres y Fundición La Victoria
La doble faceta comercial e industrial de Balfour Lyon viene del origen de sus talleres en Valparaíso. El más antiguo se remonta a 1846 cuando J. Reynolds establece la fundición La Victoria en la calle del mismo nombre. Esta maestranza que trabajaba en el rubro de la calderería, fue el más grande de la ciudad con unos 120 operarios en 1864. Cambiaría de dueños por malos negocios y un incendio, siendo propiedad de diversas sociedades como Henderson y Compañía y Cowan, Balfour y Compañía. Uno de los socios de esta última, James Robert Balfour, formaría a comienzos de 1873 junto a Roberto Lyon Santa María la sociedad Balfour, Lyon y Compañía, con un capital de $ 130.000 pesos, sucesora de las antes mencionadas.

## Establecimiento en la Alameda de las Delicias
Al igual que su principal competidora, la R. Lever y Compañía, logró afianzarse durante la Guerra del Pacífico proporcionando diversos servicios a la Armada y a particulares en el norte salitrero. El más importante fue la reparación de las calderas y maquinarias de la goleta Covadonga luego del combate naval de Iquique junto a la Compañía de Diques de Valparaíso.
Luego se establecieron en un gran predio de 19.000 metros cuadrados cercano a la Estación Barón en la Alameda de las Delicias, hoy Avenida Argentina esquina pasaje Quillota, en Valparaíso. Prontamente diversificaron su giro desde la calderería a la fundición y mecánica general, fabricando carros para Ferrocarriles del Estado desde 1885 y maquinaria agrícola y de minería para particulares. En 1889 empleaba a unos 300 obreros, de los cuales un 80% eran chilenos y 40 eran niños aprendices. Su producción ese año fue de $ 600.000 pesos, de la cual un 25% se exportaba a Bolivia, Perú y Argentina.

## Maestranza Ferroviaria en Caleta Portales

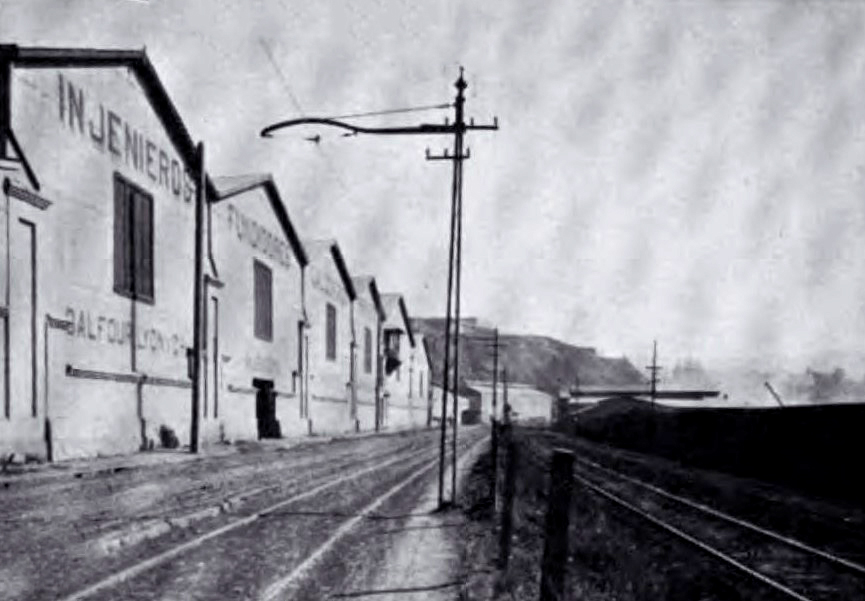
Maestranza en Caleta Portales

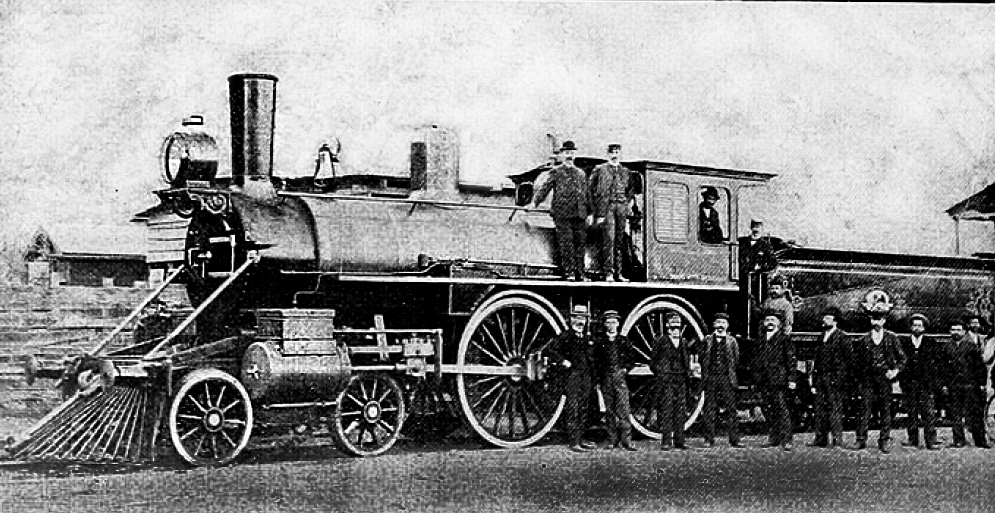
Primera locomotora fabricada por Balfour, Lyon y Cía.

La entrada de nuevos socios como William Ogilvie en 1890, cuñado de James Balfour, motivó a la empresa a expandir sus talleres y principalmente conectar una fábrica a la línea de Ferrocarriles del Estado (EFE). Su intención era participar de licitaciones públicas para la fabricación de locomotoras y coches, carrera en la que quedó rezagada frente a sus empresas competidoras Lever, Murphy y Compañía y Hardie y Cía. Para eso se trasladó a un terreno en Los Sauces, cerca de donde hoy se ubica la Escuela Industrial Superior de Valparaíso en Caleta Portales. Allí armó una maestranza ferroviaria, manteniendo el nombre La Victoria, que comenzaría la fabricación de coches de pasajeros y carros de carga en 1896.
Logró adjudicarse su primera propuesta por locomotoras en 1904, entregando dos trenes de pasajeros en 1906 con bastantes dificultades y un par de locomotoras más posteriormente. Luego sólo reparó maquinaria existente de EFE, hasta que logró participar del contrato de salvamento a la industria nacional que le encargó 6 locomotoras anuales desde 1909. Aunque las entregas anuales nunca fueron de 6 locomotoras, mantuvo ese contrato vigente en la práctica hasta 1914 cuando no pudo seguir con la fabricación por las escasez de materias primas y repuestos. Luego del embargo de una boleta de garantía ese mismo año, propuso un acuerdo al gobierno para permutar las máquinas por 10 coches de primera clase anuales a elección, o bien, la reparación de otras locomotoras por un monto equivalente al contrato. Esa propuesta no fue acogida por Ferrocarriles del Estado, pero siguió participando de licitaciones para repuestos, coches y carros.
Para 1916 Balfour Lyon era la única gran maestranza en operación en Valparaíso con unos 350 obreros, oficinas en calle Blanco y bodegas en calle Chacabuco. En sus talleres de Caleta Portales construía carros de carga y había entregado recientemente 20 coches de tercera clase. Giraba un capital de £ 200.000, y sus socios al momento eran: Roberto Lyon, William Ogilvie, Romulo Soruco, R. M. Graham, Juan Ross, Roberto Warden y John Balfour. El contrato de 1909 seguía vigente, pero no se entregaban locomotoras. Sería aplazado indefinidamente en 1918, por causa de la Primera Guerra Mundial. La construcción de una autopista que reemplazaría al Camino Plano, conocida hoy como Avenida España, cesó las operaciones del complejo en Caleta Portales alrededor de 1920.

## Casa Comercial y Declive de la Empresa
Luego de la Primera Guerra Mundial, la empresa se mantuvo como importadora de maquinaria y materiales de construcción. Por ejemplo, en 1948 eran representantes y vendedores de cables eléctricos 'Duromax'. Continuó operando hasta los años 60.